# Hanwha Group
Hanwha Group (kor. 한화그룹) – południowokoreański czebol założony w 1952 roku jako Korea Explosives Co. (한국화약주식회사; 韓國火藥株式會社). W ciągu swojej działalności firma rozrosła się z producenta materiałów wybuchowych w duży wieloprofilowy konglomerat biznesowy ze zróżnicowanymi holdingami, obejmujący energię, materiały, przemysł lotniczy, mechatronikę, finanse, handel detaliczny oraz usługi związane ze stylem życia. W 1992 roku firma przyjęła swój skrótowiec jako nową oficjalną nazwę: „Hanwha”.

## Historia
Korea Explosives Co. została założona przez Kim Chong-hee w październiku 1952 roku, który wygrał przetarg na założenie fabryki prochu w Inczon. Przed założeniem firmy Kim pracował jako inżynier prochu strzelniczego w japońskiej firmie Chosun Explosives Factory. Przez 11 lat spółka produkowała materiały wybuchowe na rynek wewnętrzny, gdzie były potrzebne na rynku budowlanym i infrastruktury. Po rozpoczęciu produkcji nitrogliceryny firma zyskała monopol na rynku materiałów wybuchowych i prochu strzelniczego. W 1959 roku rozpoczęto produkcję dynamitu. 
W latach 1964–1980 firma rozpoczęła ekspansję na wielu rynkach, przekształcając się w czebol. Inwestycje poczyniono w kierunku branży petrochemicznej, energetycznej oraz budowy maszyn. W kolejnych dziesięcioleciach spółka przejmowała kolejne przedsiębiorstwa, stając się coraz większym graczem na rynku wewnętrznym i światowym. 
Firma jest notowana na liście Fortune 500 poprzez przejęcia przedsiębiorstw w Stanach Zjednoczonych. 

## Kierunki biznesowe
Hanwha jest obecna na rynku petrochemicznym, energetycznym (w tym energii odnawialnej), zbrojeniowym, motoryzacyjnym, systemów bezpieczeństwa, elektrotechnicznym, budowlanym, ubezpieczeniowym, inwestycyjnym, sportowym, finansowym oraz technologii kosmicznych.